# USS LST-725
O USS LST-725 foi um navio de guerra norte-americano da classe LST que operou durante a Segunda Guerra Mundial.